# Geoffrey Grey
Geoffrey Grey  (Gipsy Hill, 26. rujna 1934.), engleski skladatelj.

## Djela
- 1956 The Tinderbox, for Narrator, Violin & Piano
- 1958 Sonata in C (Piano)
- 1958 The Pied Piper of Hamelin (Opera for Children)
- 1959 A Christmas Cantata, (Boys/Girls Voicestring Orchestra)
- 1961 Sonata No.1 for Violin & Piano
- 1962 Six Cavalier Songs (High Voice & Piano)
- 1963 Capriccio for String Orchestra
- 1964 Sarabande (Ballet for Sadlers Wells Opera Ballet)
- 1964 Patterns (Ballet for Sadlers Wsells Opera Ballet)
- 10. 1964 Cock Robin, Betty Botter, Lullaby for Voices (Childrens’ pieces)
- 1967 Dance-Game (Full Orch.)
- 1967 Serenade for Double w/w quintet
- 1967 String Quartet No.1
- 1968 Sonata for Brass (3Tr. 3 Tbn)
- 1968 Aria for Flute(Oboe) & Piano
- 1969 Inconsequenza (for Percussion quartet)
- 1969 Flowers of the Night (Violin & Piano)
- 1969 Quintet for Woodwind
- 1969 Notturno (String quartet)
- 1969 Autumn ‘69 (The Prisoner) for 4 instrumental ensembles
- 1969 John Gilpin (Solo SATB & w/w quintet)
- 1970 Divertimento Pastorale (Brass quintet)
- 1970 The Autumn People (Chamber Orchestra
- 1970 Sarabande for Dead Lovers (Suite from the ballet “Sarabande”) (Full Orchestra)
- 1971 A Mirror for Cassandra (Piano, Vln, Oboe, Hrn, ‘Cello)
- 1971 12 Labours of Hercules (Narrators & Full Orchestra)(Comm.NCO)
- 1972 Songs for Instruments (Septet)
- 1972 Saxophone Quartet
- 1972 Concerto Grosso No.1 for String Orchestra
- 1972 Ceres (Ballet by Anthony Tudor)
- 1973 Summons to an Execution, Dirge, Celia (Voice & Piano)(Voice and String Orchestra
- 1974 A Dream of Dying (Soprano & Ensemble)
- 1975 March Militaire No.1 for Brass & Percussion
- 1975 Three Pieces for Two Pianos
- 1975 Concertante for 2 Solo Violins & Chamber Orchestra
- 1975 Tryptych (Large Orchestra)
- 1976 Sonata for ‘Cello & Piano
- 1977 Dreams of a Summer Afternoon ( Violin, Horn & Piano)
- 1978 Song from “Death’s Jest Book” (Soprano & Piano)
- 1980 Variations for Orchestra
- 1981 12 Studies for Piano.(Book 1)
- 1981 Suite for Strings
- 1983 Sonata for Clarinet & Piano
- 1984 Contretemps (for w/w quartet)(comm.Nove Music)
- 1984 Three Songs for Soprano, Clarinet & Piano
- 1985 A Morning Raga (Double Bass & Piano)
- 1987 Sonata for Viola & Piano
- 1988 Sonata in Four Movements (Violin & Piano)
- 1988 Partita for Trumpet & Piano,
- 1988 Concerto Grosso No2. (Solo Violin & String Orchestra)(Comm.Blackheath Strings)
- 1989 10 Easy Pieces (Piano, Vln, Hrn, Oboe)
- 1996 A Bit of Singing & Dancing (Full Orch) (Comm.Dartford S/O)
- 1996 Quintet,("The Pike"), for Pno,Vln,Vla,Vlclo,DB (Hermes Ensemble, Rosslyn Hill)
- 1997 Sherzo Strepitoso (Full Orchestra)
- 1997 4 Bagatelles for 2 Flutes
- 1998 Cantar de la Siguiriya Gitana (Tenor & Piano Trio)(Comm.Jose Guerrero)
- 1999 Flowers of the Night (Arr. For Flute & Piano)
- 1999 Preamble & 5 Variations for Bassoon & Piano(Comm.John Orford)
- 2000 Partita for Trumpet & Pno. Arr.for Tr./Strings
- 2001 De Vinetas Flamencos (Tenor & Piano)(Comm. Jose Guerrero)
- 2002 Tango alla Sonata for Cor Anglais & Piano
- 2002 Threnody, Capriccio & Anthem (Oboe choir)
- 2003 The weather in the East (Flute, Clar, Bassoon & Piano)
- 2004 A Scene from Old Russia (Piano Trio)
- 2004 The Man in the Moon (a capella SATB)
- 2004 Shine, Candle, Shine (a capella SATB)
- 2005 The Screech-Owl(Bestiary) for piano s0olo.
- 2005 The Disaster (Theatre piece for multiple ensembles)
- 2005 Aubade for Oboe & Piano(Comm. Domimique Enon)
- 2006 Concertino de Printemps for Piano & Orchestra.
- 2007 Trio Concertante for Piano, Oboe & Bassoon(Comm. John Orford)
- The Seasons, (Tchaikovsky) for String Quartet
- Selection of works by Grieg for String Quartet
- Tartini Solo Sonatas for Violin & Harp
- Victorian Salon Pieces for Piano Trio
- Irish Suite for String Quartet
- Francesa da Rimini(Tchaikovsky)for 16-piece orchestra
- Sicilian Vespers Ballet Music(Verdi) for 16-piece orchestra

## Vanjske poveznice
- Geoffrey Grey site eng. {{{1}}}
- Bibliographie nationale française (fr.)